# Pietro De Maria

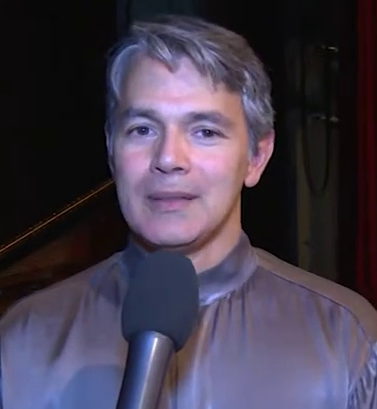
Pietro De Maria

Pietro De Maria (* 7. Oktober 1967 in Venedig) ist ein italienischer Pianist.

## Leben
Der Pianist wuchs in Venedig auf, wo er auch seine pianistische Ausbildung genoss. Mit 13 Jahren gewann er den ersten Preis im internationalen Klavierwettbewerb „Alfred Cortot“ in Mailand. Später setzte er seine Studien bei Maria Tipo am Genfer Konservatorium fort, wo er 1988 mit einem „Premier Prix de Virtuosité“ abschloss. Er errang Preise am Moskauer Tschaikowski-Wettbewerb und war Erster Preisträger des Zürcher Concours Géza Anda 1994.
Pietro De Marias Konzerttätigkeit führt ihn in viele Säle und Festivals Europas und Übersee. Als Solist ist er unter Dirigenten wie Gary Bertini, Myung-Whun Chung, Wladimir Fedossejew, Daniele Gatti, Roberto Abbado, Gianandrea Noseda, Alan Gilbert, Eliahu Inbal, Marek Janowski, Ton Koopman, Ingo Metzmacher und Sándor Végh aufgetreten.
De Marias CD-Großprojekt in Form einer Einspielung von Chopins Gesamtklavierwerk bei Decca/Universal wurde in Fachzeitschriften wie Diapason, International Piano, La Musica und Le Pianiste von der Kritik mit großem Beifall bedacht. Es folgten Verpflichtungen in Italien und Frankreich, das Gesamtklavierwerk im Konzertsaal aufzuführen. Anlässlich des 200. Geburtstages des polnischen Komponisten gab er im Jahr 2010 Chopin-Abende in Berlin, Paris, Warschau, Zürich, Rom, beim Festival de Nohant, in Beijing und Singapore. Seit mehreren Jahren konzertiert er mit großem Erfolg auf der alljährlichen Klavierwoche des Festivals Musikdorf Ernen im Schweizer Kanton Wallis.
Die Aufführung von zeitgenössischer Musik ist eine wichtige Komponente von Pietro De Marias Konzerttätigkeit; so brachte er Ivan Fedeles Concerto für zwei Klaviere und Orchester in Italien zur Uraufführung. Pietro De Maria unterrichtet an der Scuola di Fiesole und in Pinerolo. 2017 wurde er auf eine Professur für Klavierspiel am Mozarteum Salzburg berufen.

## Aufnahmen
Neben der oben erwähnten Einspielung von Chopins Gesamtklavierwerk  befinden sich unter seinen Aufnahmen auch drei Sonaten von Clementi,  ein Live-Rezital am „Miami International Piano Festival“, sowie Beethovens Gesamtwerk für Violoncello und Klavier mit Enrico Dindo. Die Einspielungen von J. S. Bachs Wohltemperiertem Klavier und der Goldberg-Variationen bei Decca sind seine jüngsten CD-Projekte.